# گریم (مجموعه تلویزیونی)
گریم (به انگلیسی: Grimm) نام یک مجموعه تلویزیونی آمریکایی است که از سال ۲۰۱۱ تا ۲۰۱۷ از شبکه ان‌بی‌سی پخش شد. داستان مجموعه، شرح حال و پیچیدگی زندگی یک پلیس را همراه با شخصیت‌های الهام گرفته شده از افسانه‌های برادران گریم و دیگر افسانه‌ها نشان می‌دهد. این سریال دارای سه خط داستان است.
این مجموعه در ۵ فصل ۲۲ قسمتی و فصل ۶ با ۱۳ قسمت ساخته شد. فصل اول این مجموعه جمعه شب‌ها به روی پخش رفت و بعد از آن که شبکه ان‌بی‌سی این مجموعه را برای فصل دوم تمدید کرد تا ۴ قسمت دوشنبه شب‌ها پخش شد و سپس دوباره به جمعه‌ها برگشت. اوایل سال ۲۰۱۳ به بعد سه‌شنبه‌ها بر روی آنتن رفت و در انتهای همان سال برای فصل سوم تمدید شد و در اوایل ۲۰۱۴ به دلیل استقبال برای فصل چهارم هم تمدید شد
و همچنین در ۲۰۱۵ این مجموعه تلویزیونی برای فصل پنجم تمدید شد؛ و بعد از پایان فصل ۵ دوباره برای فصل ۶ تمدید شد و در روز شنبه پخش می‌شد
در شانزدهم اکتبر سال ۲۰۱۸ شبکه ان‌بی‌سی اعلام کرد، تولید اسپین آفی از گریم را به نویسندگی ملیسا گلن شروع کرده‌اند.

## خلاصه داستان
مجموعه تلویزیونی گریم تحت داستانی پرفراز و نشیب اتفاق می‌افتد. شخصیت اصلی داستان Nick Burkhardt (با بازی دیوید گیونتولی) پلیس جوانی است که همراه با همکارش Hank grifin در مورد جنایت‌ها و قتل‌های مرموز تحقیق می‌کند. در این مجموعه تلویزیونی شخصیت‌هایی وجود دارند که ظاهر انسانی دارند ولی در واقع حیوان اند که به صورت انسان درآمده‌اند. نیک که یک گریم است، می‌تواند باطن این شخصیت‌ها را (به صورت حیوان) ببیند. در هر قسمت، ماجرایی جداگانه اتفاق می‌افتد.
البته فیلم داستان اصلی هم دارد.

## توسعه و تولید

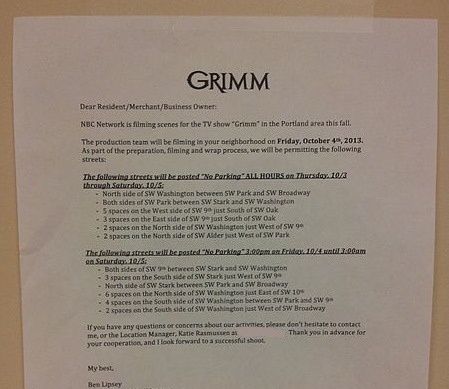
اعلامیه تولید سریال تلویزیونی گریم، پست شده در بلوک پیتوک در مرکز شهر پورتلند، اورگان (2013)

در سال ۲۰۰۸، شبکه سی‌بی‌اس به دلیل اعتصاب نویسندگان ساخت مجموعه تلویزیونی درامی به نام برادران گریم را که کاری از استیفن کارپنتر و شرکت‌های تولیدکننده CBS Paramount Television و Hazy Mills Productions بود را لغو کرد.
در ژانویه ۲۰۱۱ شبکه ان‌بی‌سی ساخت مجموعه تلویزیونی گریم به نویسندگی دیوید گرین والت و جیم کوف و به کارگردانی مارک باتلند برای قسمت پایلت را اعلام کرد و محل فیلمبرداری را شهر پورتلند واقع در ایالت اورگن عنوان کرد. دو ماه بعد شبکه از ساخت یک فصل کامل برای این مجموعه تلویزیونی خبر داد و سپس اعلام شد گرین والت و کوف به همراهی شان هایس و تاد میلینر تهیه کنندگان اجرایی این مجموعه تلویزیونی بوده و شرکت‌های Universal Media Studios و Hazy Mills Productions کار تولید مجموعه تلویزیونی را بر عهده دارند.
محل فیلمبرداری در خود شهر پورتلند و نواحی آن بوده و بنا بر گفته گرین والت و کوف، «کی جی دبلیو» (شعبه پورتلند شبکه ان‌بی‌سی) بوده چرا که مدیران شبکه، پورتلند را به عنوان شهری که دو تا از بزرگترین پارک‌های جنگلی سر سبز به نام‌های «فارست پارک» و «واشینگتن پارک» دارا می‌باشد، مناسب فیلمبرداری می‌دانند.
شبکه ان‌بی‌سی در اواخر سپتامبر ۲۰۱۱، اعلام کرد که آغاز به پخش مجموعه تلویزیونی را یک ماه عقب انداخته و در اواخر اکتبر که نزدیک به مراسم هالووین می‌باشد، پخش خواهد کرد.
پس از اعلام شبکه ان‌بی‌سی در اوایل ۲۰۱۲ مبنی بر اینکه مجموعه تلویزیونی برای فصل دوم هم تمدید خواهد شد، دیوید گرین والت و جیم کوف که نویسنده و هم تهیه‌کننده مجموعه تلویزیونی هستند گفتند که ادامه فیلمبرداری را در شهر پورتلند انجام خواهند داد: «چرا که درخشش خورشید یا باران در پورتلند دقیقاً همان ابزار جذب‌کننده بیننده برای اینجور داستان هاست.»

## نمایش در ایران و دیگر کشورها
از اسفند سال ۹۲ شبکه ماهواره‌ای من و تو اقدام به نمایش این مجموعه تلویزیونی با دوبله فارسی کرد.
همین‌طور این مجموعه به زبان اصلی در کانادا از سال ۲۰۱۱ در شبکه سی‌تی‌وی و از سال ۲۰۱۲ در استرالیا توسط شبکه کابلی "Fox8" و در نیوزلند از سال ۲۰۱۲ توسط شبکه "چهار" این کشور و از سال ۲۰۱۲ توسط شبکه "Watch" در انگلیس پخش می‌شود.

## اقتباس‌ها
- کمیک بوک

در ماه مه ۲۰۱۳ شرکت "Dynamite Entertainment" به دلیل استقبال خوب از مجموعه تلویزیونی گریم شروع به چاپ ماهانه کمیک بوکی براساس داستان مجموعه تلویزیونی کرد که با ۱۲ جلد در آوریل ۲۰۱۳ چاپ آن به پایان رسید.
- کتاب

جان شرلی رمان نویس، شروع به نوشتن رمانی براساس داستان مجموعه تلویزیونی گریم با عنوان «گریم: تماس یخی» کرد که در اوایل نوامبر ۲۰۱۳ توسط انتشارات "Titan Books" به چاپ رسید.
جلد دوم کتاب به نویسندگی «جان پاسالررا» با عنوان «گریم: تخته زیر ساطور» هم در فوریه ۲۰۱۴ به چاپ رسید.
جلد سوم هم به نویسندگی «تیم واگنر» با عنوان «گریم: زمان کشتن» در آخر سپتامبر ۲۰۱۴ به چاپ رسید.